# شنة سوداء الجسم
شنة سوداء الجسم (الاسم العلمي: Channa melasoma) (بالإنجليزية: Black snakehead)‏ هي نوع من الأسماك تتبع جنس الشنة من فصيلة الشنات.